# Allotrochosina walesiana
Allotrochosina walesiana là một loài nhện trong họ Lycosidae.
Loài này thuộc chi Allotrochosina. Allotrochosina walesiana được Volker W. Framenau miêu tả năm 2008.